# Go (canción de Asia)
«Go» es una canción de la banda británica de rock progresivo Asia que fue incluida en su tercer álbum de estudio Astra, el cual se lanzó al mercado en 1985.  Fue coescrita por John Wetton y Geoff Downes. Fue publicado como el primer sencillo de este álbum en 1985 por Geffen Records.
Este sencillo logró entrar en el 46.º lugar del Billboard Hot 100, siendo el quinto sencillo de la banda en ubicarse en esta lista.  «Go» también consiguió enlistarse en el Mainstream Rock Tracks, colocándose en la 7.ª posición.
En Canadá no obtuvo el mismo éxito que en los Estados Unidos, sin embargo, «Go» alcanzó el 77.º lugar en la lista de los 100 sencillos más populares de la revista RPM el 25 de enero de 1986.

## Versiones
«Go» se publicó en discos de vinilo de 7 y 12 pulgadas, pero al igual que en otros sencillos anteriores, el contenido varía según la región del lanzamiento. El vinilo de 7 pulgadas es igual en todo el mundo, sin embargo, es en el de 12 pulgadas donde se nota la diferencia; en la versión del Reino Unido, contiene los temas de «Go» en edición instrumental y edición remezclada en la cara A y «After the War» en la cara B, mientras que en la versión de EE. UU. el disco de 12 pulgadas es de promoción, por lo tanto se enlista la canción «Go» en ambos lados.

## Lista de canciones
Todas las canciones fueron escritas por John Wetton y Geoff Downes.

### Vinilo de 7 pulgadas
| Lado A |        |          |  |
| N.º    | Título | Duración |  |
| 1.     | «Go»   | 3:40     |  |

| Lado B |                 |          |  |
| N.º    | Título          | Duración |  |
| 2.     | «After the War» | 5:09     |  |

### Vinilo de 12 pulgadas

#### Versión británica
| Lado A |                     |          |  |
| N.º    | Título              | Duración |  |
| 1.     | «Go» (instrumental) | 3:40     |  |
| 2.     | «Go» (remezclado)   | 3:40     |  |

| Lado A |                 |          |  |
| N.º    | Título          | Duración |  |
| 3.     | «After the War» | 5:09     |  |

#### Versión estadounidense
| Lado A |        |          |  |
| N.º    | Título | Duración |  |
| 1.     | «Go»   | 3:40     |  |

| Lado B |        |          |  |
| N.º    | Título | Duración |  |
| 2.     | «Go»   | 3:40     |  |

## Formación

### Asia
- John Wetton — voz principal y bajo
- Geoff Downes — teclados
- Carl Palmer — batería
- Mandy Meyer — guitarra

### Producción
- Geoff Downes — productor
- Mike Stone — productor, ingeniero de sonido y mezclador
- John David Kalodner — productor ejecutivo
- Alan Douglas — ingeniero de sonido y mezclador
- Greg Ladanyi — mezclador
- Brian Lane — administración
- Roger Dean — diseñador de logo de portada

## Listas
| Año  | País           | Lista                  | Posición máxima |
| ---- | -------------- | ---------------------- | --------------- |
| 1985 | Estados Unidos | Mainstream Rock Tracks | 7               |
| 1985 | Estados Unidos | Billboard Hot 100      | 46              |
| 1986 | Canadá         | Revista RPM            | 77              |